# Gundumgere, Dod Ballapur
Gundumgere là một làng thuộc tehsil Dod Ballapur, huyện Bangalore Rural, bang Karnataka, Ấn Độ.